# Północna grań Wołowca

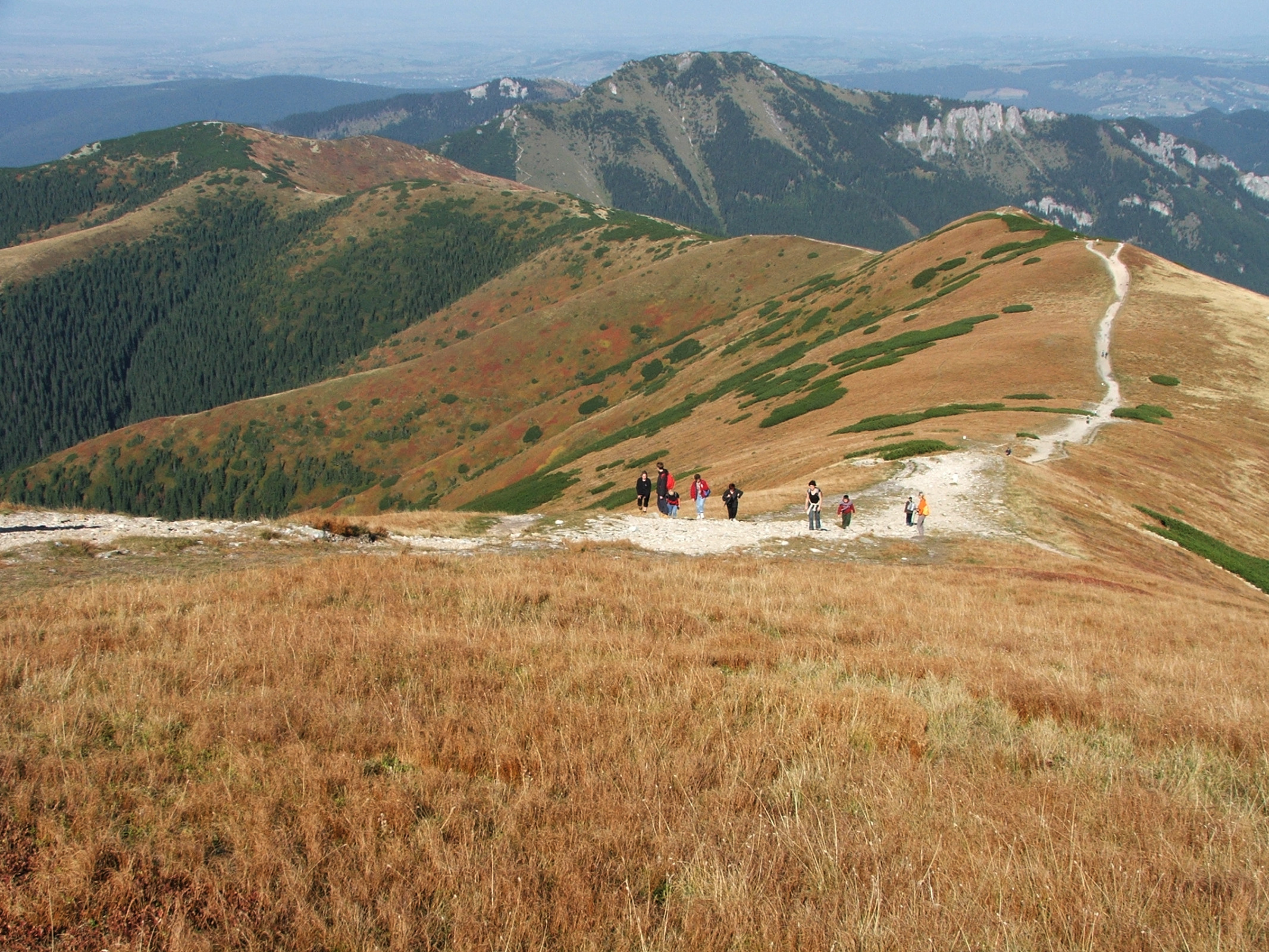
Widok na grań z Rakonia

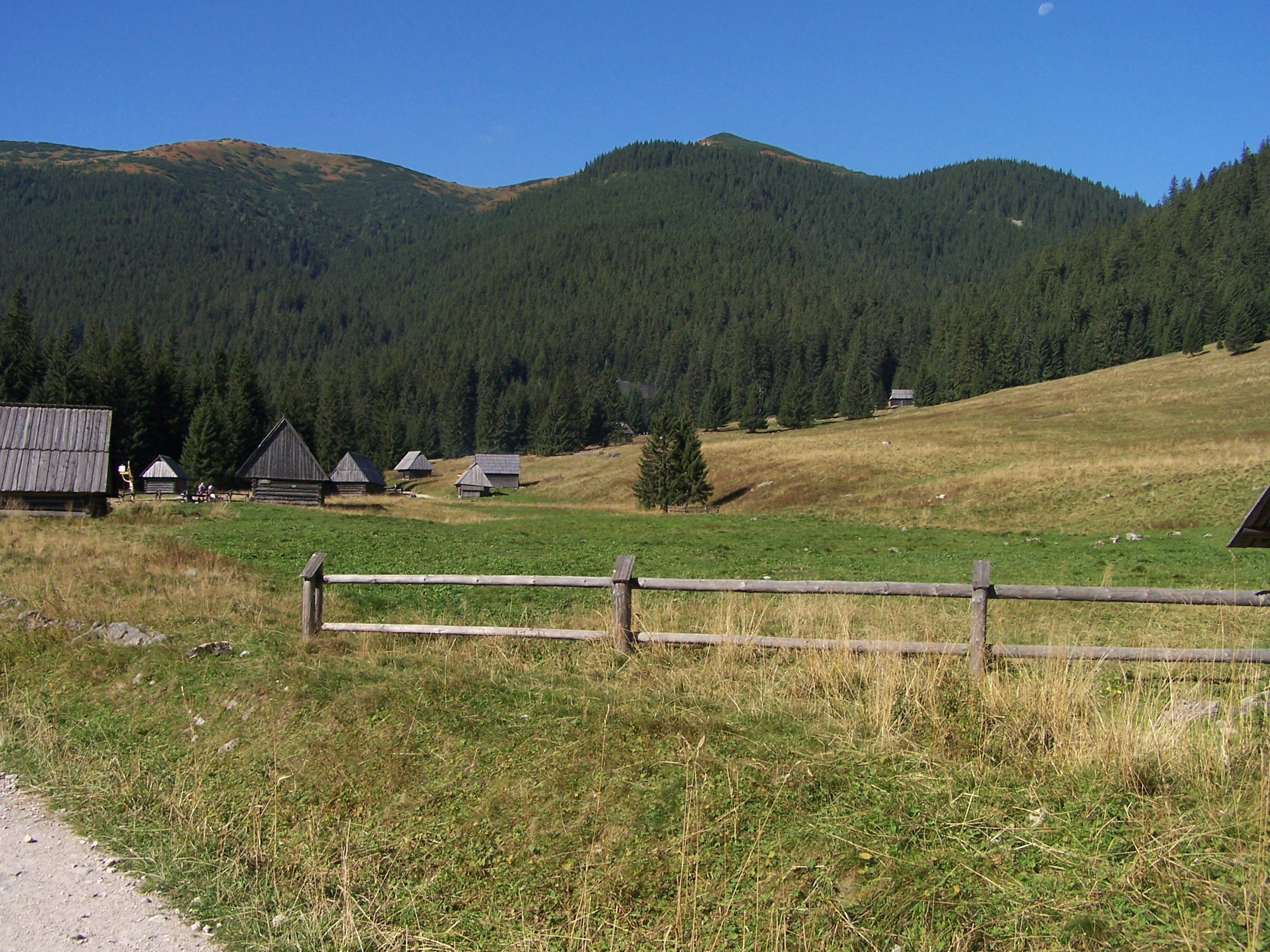
Fragment grani, widok z Polany Chochołowskiej

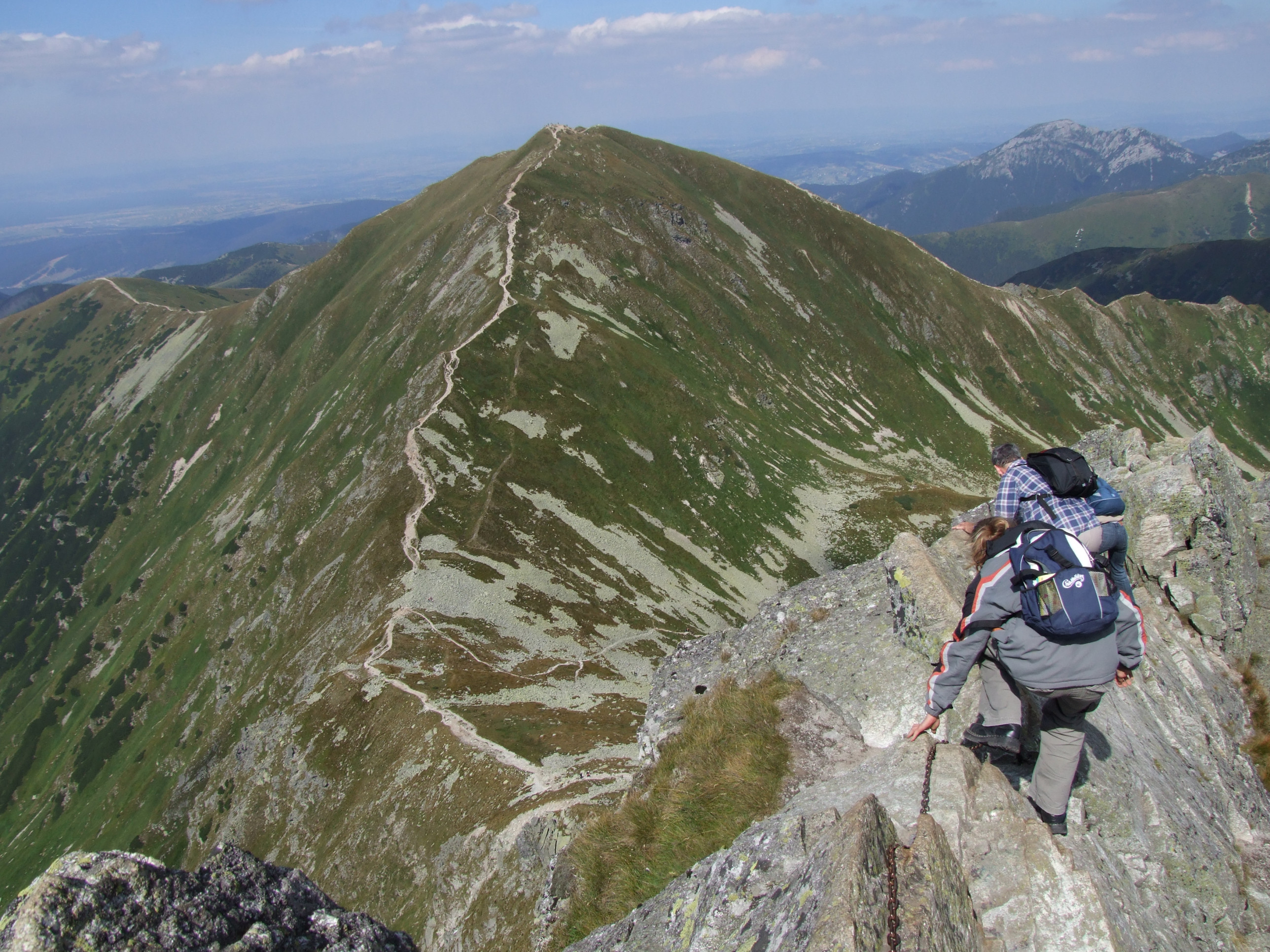
Wołowiec i Rakoń

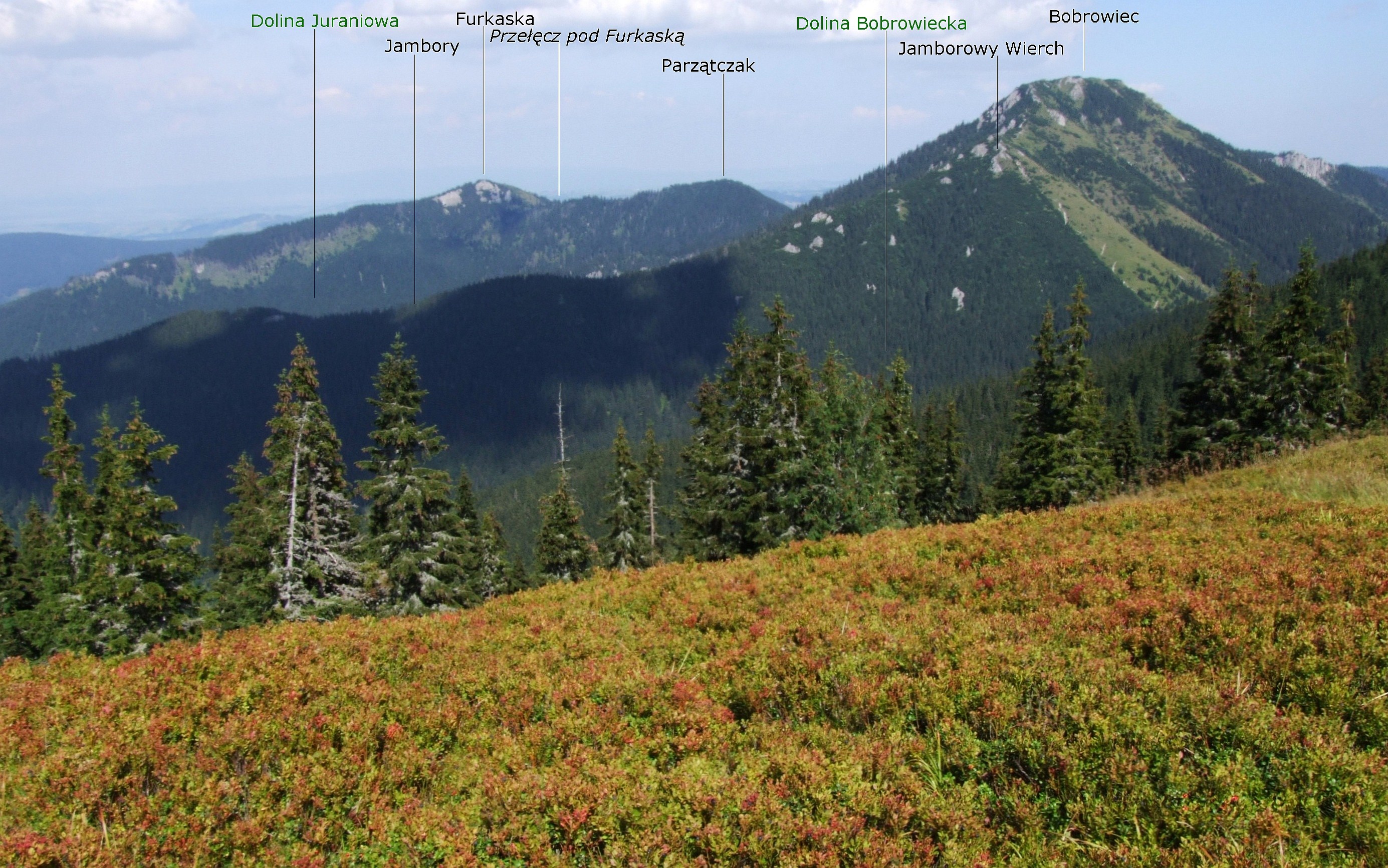
Widok od zachodniej strony

Północna grań Wołowca – boczna grań odchodząca w północnym kierunku od znajdującego się w grani głównej szczytu Wołowca w Tatrach. Mająca kręty przebieg grań jest najdłuższą boczną granią w całych Tatrach Zachodnich. Prowadzi nią granica polsko-słowacka, a także przebiega przez nią Wielki Europejski Dział Wodny. Wody spływające z zachodniej, słowackiej strony grani znajdują się w zlewni Morza Czarnego, wody spływające ze wschodniej, polskiej strony uchodzą do Bałtyku. Jej bezpośrednim przedłużeniem w kierunku północnym jest grań główna Orawicko-Witowskich Wierchów.
W północnej grani Wołowca, poczynając od niego samego, kolejno znajdują się:
- Wołowiec (Volovec), 2064 m
- przełęcz Zawracie, 1860 m
- Rakoń (Rákoň), 1879 m. Zwornik dla bocznej, północno-zachodniej grani Rakonia oddzielającej Dolinę Rohacką od Doliny Łatanej
- Długi Upłaz (Dlhý úplaz)
- Łuczniańska Przełęcz (Lúčne sedlo), 1602 m
- grzęda Łuczna
- Grześ (Lúčna), 1653 m. Zwornik dla bocznej północno-zachodniej grani Grzesia oddzielającej Dolinę Łataną od Doliny Bobrowieckiej
- Przełączka pod Grzesiem, 1508 m
- Czoło, 1514 m
- Bobrowiecka Przełęcz (Bobrovecké sedlo), 1356 m
- Jamborowy Wierch, 1565 m. Zwornik dla bocznej grani Jambory do Jeżowego Wierchu oddzielającej Dolinę Bobrowiecką od Doliny Juraniowej
- Bobrowiec (Bobrovec), 1663 m. Tworzy grań z Hrubasem, oddzielającą główną gałąź Doliny Chochołowskiej od Głębowca
- Juraniowa Przełęcz (sedlo Prislop), 1376 m
- Parzątczak, 1487 m. Zwornik dla 2 grani:
  - grzbietu Przysłopu oddzielającego Głębowiec od Doliny Długiej
  - krótkiej grzędy Wałowca oddzielającej Dolinę Juraniową od jej odnogi – doliny Jaworzynki Juraniowej
- Przełęcz pod Furkaską
- Furkaska (Veľká Furkaska), 1491 m. Zwornik dla bocznych grani:
  - grań Pośrednie oddzielająca Dolinę Długą od Doliny Krytej
  - grań Juraniowe zakończona Czaplowym Wierchem. Oddziela ona Dolinę Juraniową od Doliny Czaplowej i Doliny Furkaskiej
  - pomiędzy Furkaską a Koryciańską Czubą odchodzi na wschód boczne ramię z Tyrałową Czubą i Krytą Czubą. Oddziela ono Dolinę Krytą od Wielkich Korycisk
- Koryciańska Czuba 1161 m. Zwornik dla grzbietu z Koryciańskimi Turniami oddzielającego Wielkie Koryciska od Małych Korycisk
- Mała Furkaska, 1133 m
- Siwiańskie Turnie 1065 m, niemal w całości leżące po polskiej stronie. Granica państwowa w tym miejscu opuszcza grań, skręca w kierunku północnym i biegnie równolegle do grani, ok. 300 metrów na zachód od niej, po stronie Doliny Cichej Orawskiej[2].
- Dalsza grań biegnie w kierunku północno-wschodnim, a potem północnym na Bramę Orawską, która oddziela północną grań Wołowca od Orawicko-Witowskich Wierchów[3].

Po wschodniej stronie północnej grani Wołowca znajduje się Dolina Chochołowska, największa dolina polskich Tatr. Jest doliną walną o głównej osi przebiegającej równolegle do północnej grani Wołowca. Od tej strony z grani w jej dolnej części odchodzą tylko krótkie boczne ramiona oddzielające boczne odnogi Doliny Chochołowskiej. Od strony zachodniej grań jest bardziej rozgałęziona, jej boczne ramiona są znacznie dłuższe, a doliny odchodzą od niej przeważnie prostopadle.